# 欧沃河畔圣马尔
欧沃河畔圣马尔（法語：Saint-Mard-sur-Auve，法語發音：[sɛ̃ maʁ syʁ ov]）是法国马恩省的一个市镇，属于香槟沙隆区。

## 地理
欧沃河畔圣马尔（49°2'6"N, 4°43'36"E）面积10.1 平方千米，位于法国大東部大區马恩省，该省份为法国东北部内陆省份，北起阿登省，西北接埃纳省，西南接塞纳-马恩省，南至奥布省，东南接上马恩省，东临默兹省。
与欧沃河畔圣马尔接壤的市镇（或旧市镇、城区）包括：欧沃、拉沙佩勒费尔库尔、埃尔蓬、拉普塞库尔、瓦尔米。

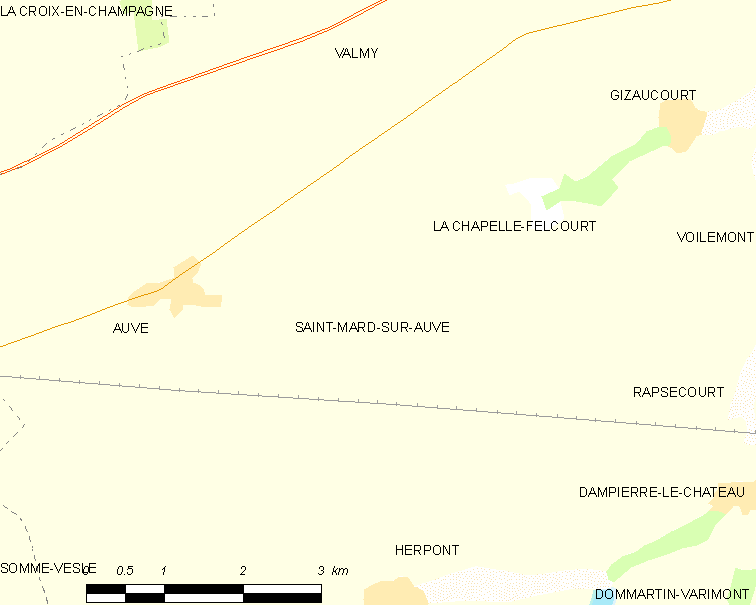
欧沃河畔圣马尔的OSM定位图

欧沃河畔圣马尔的时区为UTC+01:00、UTC+02:00（夏令时）。

## 行政
欧沃河畔圣马尔的邮政编码为51800，INSEE市镇编码为51498。

## 政治
欧沃河畔圣马尔所属的省级选区为阿戈讷-叙普-韦勒县。

## 人口

1962-2008年间欧沃河畔圣马尔人口变化图示

欧沃河畔圣马尔于2022年1月1日时的人口数量为64人。